# 賈凡 (籃球教練)
賈凡（1975年2月3日—）為臺灣籃球教練、前運動員。曾執教於南山高中、明道大學和台灣大籃球隊，目前執教中興大學籃球隊。因擔任電影《下半場》技術指導，入圍第56屆金馬獎最佳動作設計，並獲得第22屆台北電影獎最佳傑出技術獎－動作設計以及首屆台灣影評人協會獎最佳動作指導獎。

## 經歷
- FOX體育台籃球球評
- 南山高中籃球隊[1][2]
- 南山高中籃球隊總教練（2001年～2005年）
- 明道大學籃球隊助理教授暨籃球隊總教練（2005年～2012年）
- 台灣大籃球隊總教練（2011年～2013年）
- 中興大學助理教授和副教授暨籃球隊教練（2014年～）
- 東森超視籃球球評（2020年～2022年）
- T1聯盟賽務營運長（2021年～2022年）
- T1聯盟賽務顧問（2022年～）
- 中華民國籃球協會副秘書長（2023年～）

## 獎項
- 92學年度HBL高中籃球聯賽甲級冠軍
- UBA大專籃球公開男一級亞軍
- 第22屆台北電影獎：最佳傑出技術－動作設計（《下半場》）
- 第1屆台灣影評人協會獎：特別表揚－最佳動作指導（《下半場》）

## SBL執教成績
| 年度     | 球隊   | 出賽 | 勝場 | 敗場 | 勝率 | 備註                  |
| -------- | ------ | ---- | ---- | ---- | ---- | --------------------- |
| 2011-12  | 台灣大 | 30   | 13   | 17   | .433 |                       |
| 2012-13  | 台灣大 | 30   | 18   | 12   | .600 | 準決賽3：4敗 台北達欣 |
| 執教生涯 | 2年    | 60   | 31   | 29   | .517 |                       |

- 粗體黑字為該年度聯盟最高，紅字為超級籃球聯賽紀錄

## 外部連結
- 賈凡在fiba.basketball（英语）
- 賈凡在Eurobasket.com（教練）（英语）